# Noel Warren Napier-Clavering
Noel Warren Napier-Clavering, britanski general, * 1888, † 1964.
Med letoma 1942 in 1945 (do svoje upokojitve) je bil vodja britanske vojaške misije v Egiptu.